# Uranophora apicalis
Uranophora apicalis là một loài bướm đêm thuộc phân họ Arctiinae, họ Erebidae.